# Цяоцзя
Цяоцзя́ (кит. упр. 巧家, пиньинь Qiǎojiā) — уезд городского округа Чжаотун провинции Юньнань (КНР). Уезд назван по горе Лудяньшань.

## История
Изначально эти места входили в состав уезда Хуэйцзэ. Во времена империи Цин в 1811 году был создан Цяоцзяский комиссариат (巧家厅). После Синьхайской революции в Китае была проведена реформа структуры административного деления, в результате которой комиссариаты были преобразованы в обычные уезды, и потому в 1913 году Цяоцзяский комиссариат стал уездом Цяоцзя.
После вхождения провинции Юньнань в состав КНР в 1950 году был образован Специальный район Чжаотун (昭通专区), и уезд вошёл в его состав. В 1952 году из восточной части уезда Хойли провинции Сикан и западной части уезда Цяоцзя провинции Юньнань был образован уезд Хойдун Специального района Сичан (西昌专区) провинции Сикан. В 1970 году Специальный район Чжаотун был переименован в Округ Чжаотун (昭通地区).
Постановлением Госсовета КНР от 13 января 2001 года округ Чжаотун был преобразован в городской округ.

## Административное деление
Уезд делится на 12 посёлков и 4 волости.

## Экономика
На границе с уездом Ниннань, на реке Цзиньшацзян расположена крупная ГЭС «Байхэтань», введённая в эксплуатацию в 2021 году. ГЭС мощностью 16 млн кВт управляется компанией China Yangtze Power.
Также в уезде выращивают картофель и производят «картофельный рис».